# Heterotrissocladius scutellatus
Heterotrissocladius scutellatus är en tvåvingeart som först beskrevs av Maurice Emile Marie Goetghebuer 1942.  Heterotrissocladius scutellatus ingår i släktet Heterotrissocladius och familjen fjädermyggor. Det är osäkert om arten förekommer i Sverige. Inga underarter finns listade i Catalogue of Life.